# D-glutammiltransferasi
La D-glutammiltransferasi è un enzima appartenente alla classe delle transferasi, che catalizza la seguente reazione:
L(or D)-glutammina + D-glutamil-peptide ⇄ NH3 + 5-glutammil-D-glutammil-peptide